# توماس سميد
توماس سميد (بالتشيكية: Tomáš Šmíd)‏ مواليد 20 مايو 1956 في بلزن، جمهورية تشيكوسلوفاكيا الاشتراكية، هو لاعب كرة مضرب تشيكي سابق بدأ مسيرته كمحترف سنة 1976 وكان يلعب باليد اليمنى، اعتزل اللعب في 1992. كما أنه أحد أبطال الجراند سلام. أعلى تصنيف له في الفردي كان المركز الـ 11 في سنة 1984.

## بطولات حققها
- دورة رولان غاروس الدولية
- بطولة أمريكا المفتوحة للتنس

## روابط خارجية
- توماس سميد على موقع رابطة محترفي التنس (الإنجليزية)
- توماس سميد على موقع الاتحاد الدولي لكرة المضرب (الإنجليزية)
- توماس سميد على موقع كأس ديفيز (الإنجليزية)
- توماس سميد على موقع خلاصة التنس.كوم (الإنجليزية)